# Cabañeros Nationalpark
Cabañeros National Park (spansk: Parque Nacional de Cabañeros) er en nationalpark i Montes de Toledo i den autonome region Castilien-La Mancha i Spanien. Den ligger i to provinser, den nordvestlige del af Ciudad Real og den sydvestlige del af Toledo.
Parken blev oprettet i 1995 og har et areal på 408 km². Den ligger mellem floderne Estena og Bullaque, og strækker sig op i Chorito og Miraflores bjergkæderne.
Det er det bedste og største overlevende område af de Iberiske middelhavsskove, med en stor mangfoldighed af plantearter. Der er også steder af geologisk interesse (Lokaliteter fra Palæozoikum kendt som Cámbrico y Ordovícico del Parque Nacional de Cabañeros).

## Fauna
Parken fauna er bemærkelsesværdig, både på grund af mangfoldigheden af arter (276 forskellige hvirveldyr) ogden høje andel af truede arter.
Blandt pattedyrene kan nævnes odder i Estena-floden og fire arter af hovdyr: vildsvin, kronhjorte, rådyr og i de fleste skovbevoksede områder dådyr.
Parken er potentielt habitat for Spansk los, et kritisk truet kattedyr. Den er dog kun set enkelte gange i de senere år måske på grund af en tilbagegang for kaniner, der er deres foretrukne byttedyr.
Toledobjergene har været brugt som lokalitet for at genetablere bestanden af los i en del af EUs LIFE+projekt.
Nationalparken er fuglebeskyttelsesområde, og er habitat for bl.a.:
- Sort stork (sjælden men ikke truet)
- Munkegrib (næsten truet, men i fremgang her),
- Spansk kejserørn (Aquila adalberti, truet)

## Eksterne kilder og henvisninger
1. ↑  Kort og data på protectedplanet.net
2. ↑  Information about Cabañeros from Environment Ministry website Arkiveret 21. juni 2013 hos  Wayback Machine, accessed April 2009 (spansk)
3. ↑  Gutiérrez-Marco, J.C.; García-Bellido, D.C.; Rábano, I.; Baeza Chico, E.; Sá, A.A. & Sarmiento, G.N. 2011. Geotouristic trails in the Cabañeros National Park (central Spain), pp. 125--128. In: Geotourism in Action. Proceedings of the International Congress of Geotourism–Arouca 2011, Arouca (Portugal).
4. ↑  Fauna :: Parque Nacional de Cabañeros. Información sobra actividades y alojamientos rurales
5. ↑  Pérez de Albéniz, Javier (2006) El Line Ibérico: Una batalla por la supervivencia. Lynx Ed., p.50
6. ↑  "Cabañeros National Park begins habitat rehabilitation for the Lynx". Projecto Lynx. Arkiveret fra originalen 2. april 2015. Hentet 13. marts 2015.
7. ↑  "Iberlince releases eight new specimens of Iberian Lynx in "Montes de Toledo". Iberlince. 2014. Arkiveret fra originalen 2. april 2015. Hentet 13. marts 2015.
8. ↑  "Important Bird Areas factsheet: Toledo mountains-Cabañeros". BirdLife International. Arkiveret fra originalen 4. marts 2016. Hentet 26. oktober 2016. Downloaded from http://www.birdlife.org on 11/01/2014

- Wikimedia Commons har flere filer relateret til Cabañeros Nationalpark
- Officielt websted Arkiveret 28. oktober 2016 hos  Wayback Machine